# Lamorna

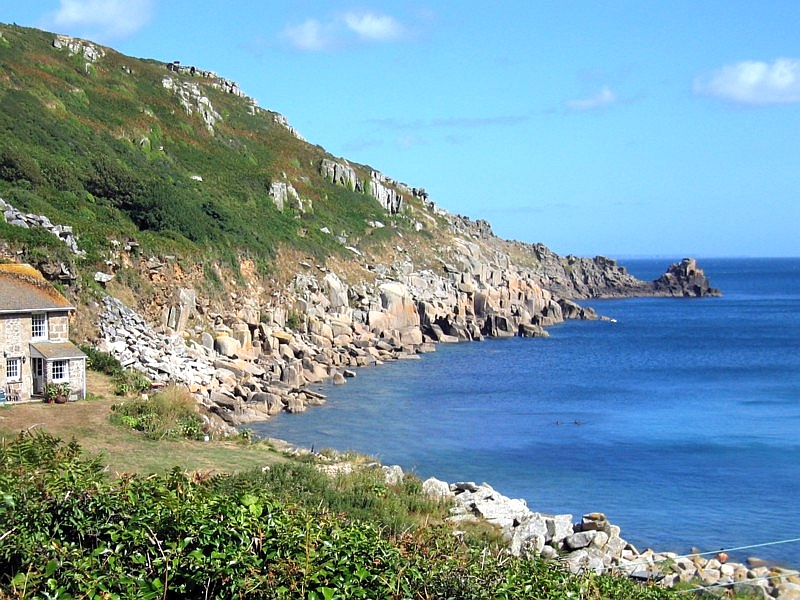
Bucht von Lamorna

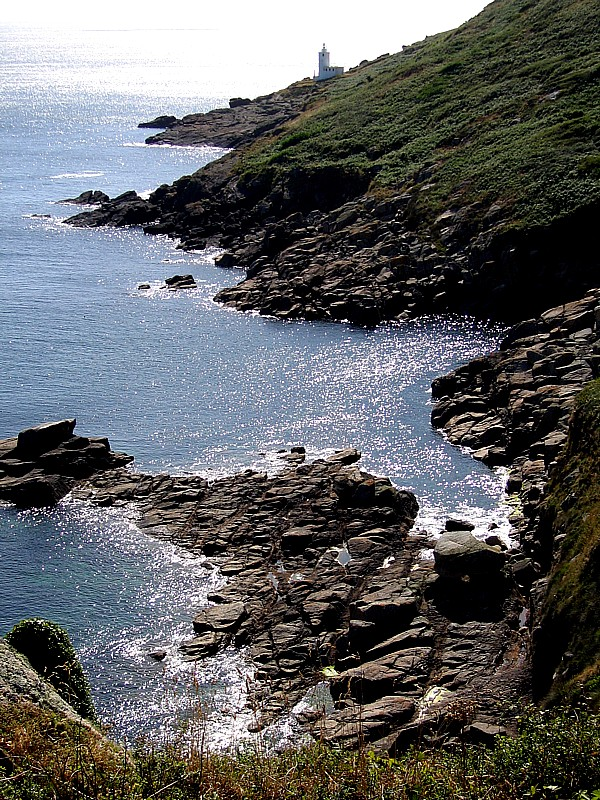
Leuchtturm bei Lamorna

Lamorna (kornisch: Nansmornow) ist ein kleines Fischerdorf im ehemaligen District Penwith der Grafschaft Cornwall in England. Es handelt sich dabei um eine Ansammlung von Landhäusern, an deren Ende sich in der Bucht Lamorna Cove ein natürlicher Hafen befindet. 

## Geschichte
Lamorna wurde am Ende des 19. Jahrhunderts bekannt, als sich viele Maler der Newlyn School, darunter der Künstler Samuel John „Lamorna Birch“, dort in kleinen Cottages niederließen und die Lamorna Group bildeten. Weitere bekannte Mitglieder dieser Malschule waren Alfred Munnings, Laura Ritter und Harold Knight, die ebenfalls dort gelebt und gemalt haben. Diese Epoche ist auch Inhalt der Novelle Summer in February von Jonathan Smith. 
In Lamorna lebten auch die Juwelierin Ella Naper und ihr Ehemann, der Maler Charles Naper, die Trewoofe House errichten ließen. Eine kleine Töpferei, gegründet 1947 von Christopher James Ludlow und Derek Wilshaw, befindet sich ebenfalls vor Ort.
Lamorna verfügt über ein Pub, The Wink, dessen Name auf die Tätigkeit seiner Bewohner vergangener Tage anspielt, dem Schmuggel. Mit einem „Augenzwinkern“ wies man damals Interessenten darauf hin, dass geschmuggelte Ware eingetroffen war. Das Pub ist Thema des Romans The Lamorna Wink (dt. Die Treppe zum Meer) von Martha Grimes.
Granit aus Lamorna Cove wurde weltweit eingesetzt für Baukonstruktionen wie z. B. den Thames Embankment in London. Granitsteine aus der Bucht wurden zum Bau der nahe gelegenen Kirche von St Buryan verwendet, dessen Granitturm weithin sichtbar ist und daher den die Bucht ansteuernden Fischern als Orientierungspunkt dient.

## Sehenswürdigkeiten
- Steinkreis der Merry Maidens
- Portalgrab des Tregiffian
- St Buryan
- Mousehole
- Penzance
- Newlyn